# Prevraščenie
Prevraščenie (Превращение) è un film del 2002 diretto da Valerij Fokin.

## Trama
Il film racconta di un uomo esemplare che ha fatto un sogno terribile, a seguito del quale si è trasformato in un insetto disgustoso.